# エアフルト憲法
エアフルト憲法（エアフルトけんぽう、ドイツ語: Erfurter Unionsverfassung）は、プロイセン王国が中心となって構想したエアフルト連合の憲法である。1849年に憲法草案が策定され、翌1850年にエアフルト連合議会において可決されたものの、実施されることなく消滅した。

## 沿革

### 上からの統一
1848年のドイツ革命とフランクフルト憲法制定の失敗は、ドイツ国民によるドイツ統一が不可能であることを意味した。すなわち、ドイツは、下から統一することはできず、上から（主権者の手によって）統一されるよりほかはないということが判明したのであった。上からドイツを統一することができる者は、プロイセン王国とオーストリア帝国とのいずれかであった。そして、ドイツ統一の手段は、両者の妥協か又は戦争のいずれかしかなかった。そこで、プロイセンは、オーストリアと妥協しつつ、ドイツを統一しようとした。1849年から1866年に至るまでのドイツ憲法の状況は、こうした根本問題を表現するものであった。「鉄と血」の戦争によってのみ初めてドイツを統一することができるという先見と決心とは、オットー・フォン・ビスマルクの登場によって初めて確定した。

### プロイセンの発案

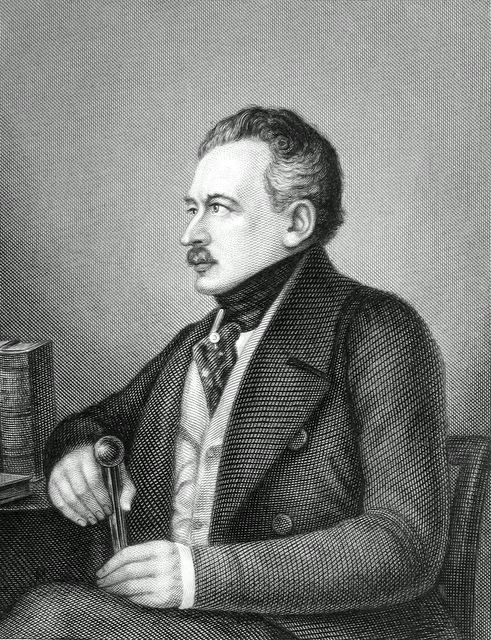
ヨーゼフ・フォン・ラドヴィッツ

フランクフルト国民議会の力が衰え始めると、プロイセンは、早くも1849年5月17日に、国王の顧問ヨーゼフ・フォン・ラドヴィッツの司会のもとに、ベルリンにおいて各邦の代表者を招き、ドイツ統一の計画を立案した。しかしながら、この招待に応じたのは、オーストリア、バイエルン王国、ザクセン王国及びハノーファー王国の四邦のみで、他の各邦は、フランクフルト国民議会に反抗する会議へ参加することができないという名目のもとに、巧妙な日和見政策をとった。
しかしながら、プロイセンの提案の根本は、プロイセンを盟主とするドイツ各邦の国法上の連邦を組織し、この連邦国家とオーストリアとの間に国際法上の同盟関係を結ぼうとする点にあった。これは、プロイセンが一方においてドイツ各邦を自己の傘下に集中しようと欲するとともに、他方においてオーストリアを武力によってドイツ国の国外に放逐しようとする決断と用意とを有していないことを明らかにするものであった。
プロイセンの提案を見たオーストリアは、これがオーストリアをドイツ国から放逐しようとする企てであるとして、また、バイエルンは、その中央集権的国家においてプロイセンが優越的地位を占めることを喜ばず、いずれも会議を脱退した。それゆえ、問題は、ついに、プロイセン、ザクセン及びハノーファーの三邦間においてのみ議論されることとなった。この三王国間に1849年5月26日に成立した同盟を、「三王同盟」と称する。

### 三王同盟
三王同盟は、プロイセンを盟主とするドイツ統一のための同盟であって、漸次、オーストリア以外のドイツ諸邦が加入することを想定したものである。それゆえ、三王同盟規約4条は、「ドイツの将来の関係を時勢の要求に従い正義の原則に基づいて規定する誠意を実現するために、同盟各邦は、ドイツ国民に対し、同盟各邦が合意し、この条約に追加されるべき草案に従い、憲法を与えるべき義務を負う。／同盟各邦は、右の草案を、草案中の議会に関する規定及びこれに附属する選挙法の規定に従い、この目的のためのみに召集されるべき議会に提出しなければならない。／この議会における修正案は、同盟各邦の同意を得たときにおいてのみ有効とする。」と規定している。しかしながら、三王同盟規約1条は、この規約がドイツ同盟規約11条に従って締結されたことを規定している。これは、一見すると極めて不可解な条項である。ドイツ同盟規約11条は、ドイツ同盟加盟邦が同盟条約を締結する権利を留保しているものの、同盟又はその加盟邦の安全を害する同盟を締結することができない旨の規定である。すでにフランクフルト国民議会側において消滅したとされていたドイツ同盟規約をプロイセンが援用したのは、フランクフルト国民議会を否認する意味であったとしても、これがため、オーストリアに対して干渉の論拠を与えてしまったことは、プロイセンにとって不得策であった。なぜなら、プロイセンがドイツ同盟規約の復活を認める以上、オーストリアは、ドイツ同盟の一員であることをもって、ドイツ同盟規約に基づく三王同盟に対して発言権を有するのは当然だからである。ただし、プロイセンがオーストリアと一戦を交える決心がない以上は、やむを得ないことであって、ついに、屈辱的なオルミュッツ協定の締結に至るのは当然のことであった。

### オーストリアの態度
このことから、三王同盟を基礎とするプロイセンのドイツ統一策は、一種の「曲芸」であったことが明らかである。それゆえ、プロイセンがオーストリアに対して「プロイセンを盟主とする連邦国の建設に反対することなく、プロイセンの自由措置に任せる旨」の声明を要求したのに対し、オーストリアは、「未だ建設されていない国家との関係を協定することはできない」として一蹴してしまったのは、ドイツ統一に対するプロイセンの決意が軟弱であることをオーストリアに見抜かれていたからである。
しかしながら、プロイセンは、ザクセン及びハノーファーとともに、憲法及びその附属法典の草案を確定するところまで漕ぎ着けたのであった。
ここにおいて、三王同盟規約を実行するために、同盟諸邦の代表者によって構成されるプロイセン指導下の「管理委員会」（Verwaltungsrat）が、1849年6月18日にベルリンにおいて開会された。管理委員会の職務は、ドイツ各邦を勧誘して三王同盟に加入させ、憲法制定議会へと漕ぎ着けようとすることであった。また、エアフルトには、連邦仲裁裁判所（Bundesschiedsgericht zu Erfurt）が設けられた。そして、ついに、バイエルンほか六邦を除き、全ての邦の加入をみた。ただし、これらの諸邦は、衷心からプロイセンの挙に賛成していたのではなく、オーストリアとプロイセンとの間で低徊し、いつでも形勢のよい方へ転回する危険を有していたのであった。

## 憲法草案の内容
三王同盟規約に添付された憲法草案の根本原則は、次のとおりであった。
1. ドイツ諸邦を合わせて連邦国（ライヒ）とし、このライヒとオーストリアとの間の関係は、後日に留保すること（憲法草案1条）。
2. プロイセン国王を世襲の「連邦首班[12]」（Reichsvorstand）とし、その下に各邦の主権者をもって組織する「王侯会議[12]」（Fürsten-kollegium）を設置すること。王侯会議は、6票の表決数からなり、プロイセン及びバイエルンを1票ずつとし、その他は4組に分かれて各組ごとに1票を有すること（憲法草案65条）。
3. 議会（Reichstag）は、第一院を国民院（Volkshaus）、第二院を連邦院（Staatenhaus）と称し、国民院は国民によって選挙され（憲法草案83条）、連邦院は各邦ごとにその割り当てられた定員の半数を各邦の政府によって任命し、他の半数を各邦の議会によって選挙する（憲法草案84条、86条）。
4. 国民院の選挙は、間接選挙であって、まず選挙委員（Wähler）を選挙し、選挙委員が議員を選挙する。そして、選挙委員の選挙は、納税額に従って三級に分け、各級が定員の3分の1ずつを選挙する（三級選挙法（ドイツ語版））（選挙法草案11条、14条）。

上記の国家統治の組織を見れば、王侯会議は、おおむね君主国の君主の地位にあって、ただ、合議体を構成しているのを特色としている。連邦首班は、その執行機関であり、ライヒの執行権は、連邦首班と大臣とによって構成される内閣が行使する。議会は、アメリカの議会に類似し、国民院は全国民を代表し、連邦院は連邦各邦を代表する。ただし、その権限は、君主国の議会の地位に相当する。国民院の選挙法は、フランクフルト国民議会の選挙法とは異なり、保守的な等級選挙・間接選挙となった点は、注目すべき点であって、すなわち、革命後の反動的な傾向を看取することができる。

## 憲法草案策定後の展開

### ゴータ会議
プロイセンによる連邦国家建設案に対しては、ドイツ各邦が気乗りしていなかったにもかかわらず、ドイツ国民の間においては、かえって支持者を有するに至った。
1849年6月25日から同月26日にかけて、フランクフルト国民議会の首脳者であった人々が主催して、約150名の有志がゴータで会議を開き、将来のドイツ問題を協議した。これを「ゴータ会議」と称する。
これらの人々は、フランクフルト国民議会がドイツ統一の大業をなすべき実力を欠いており、また、各邦の主権者と少なくとも協力することなくしてドイツ統一事業を完成することはできないことを認めており、次善の策として、三王同盟に基づく憲法草案に従って、ドイツ統一事業を更新しようという意向を有していた。
ゴータ会議の終了に当たっては、フランクフルト憲法の実施が不可能となった旨の認識が示されるとともに、最も強力な純粋ドイツ国の君主を世襲的元首とすること、連邦院及び国民院を設置することを憲法の骨子とする旨の決議がなされた。これは、フランクフルト国民議会に対する判決書であって、また、ドイツ国民の方向転換でもあった。

### ザクセン及びハノーファーの同盟脱退

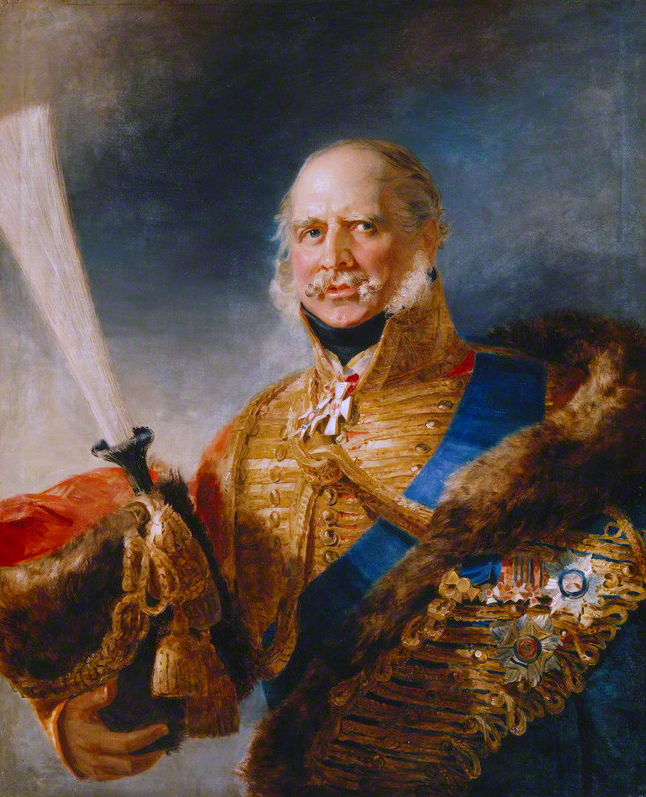
ハノーファー王エルンスト・アウグスト

ザクセン及びハノーファーは、オーストリアがプロイセンの提案を拒絶して威圧を加えようとするに至り、たちまち態度を変化させた。ハノーファー王エルンスト・アウグストは、ウェリントン公アーサー・ウェルズリーに対し、「今しばらくプロイセンと結合し、その間にオーストリアに時を与え、再びその勢力を回復させることの可否はどうか」という相談を持ちかけていたくらいであるから、オーストリアが反対の態度を示すや否や、直ちにプロイセンと袂を分かとうとしたのは当然のことであった。それゆえ、ザクセン及びハノーファーの両邦は、プロイセンに対してさまざまな条件を強い、プロイセンがこれを受け入れないとなると、ついに、1849年10月5日に三王同盟から事実上脱退し、そればかりか、直ちに反動の側へと走り、ヴュルテンベルク王国及びバイエルンと結んで、いわゆる「四王同盟」を作り、プロイセンに対して対抗することとなった。
1849年10月19日、管理委員会は、国民院の選挙（施行日：1850年1月15日）を施行してライヒ議会をエアフルトに召集することを決定したが、翌10月20日には、ザクセン及びハノーファーの管理委員会委員が辞職した。

### エアフルト連合議会

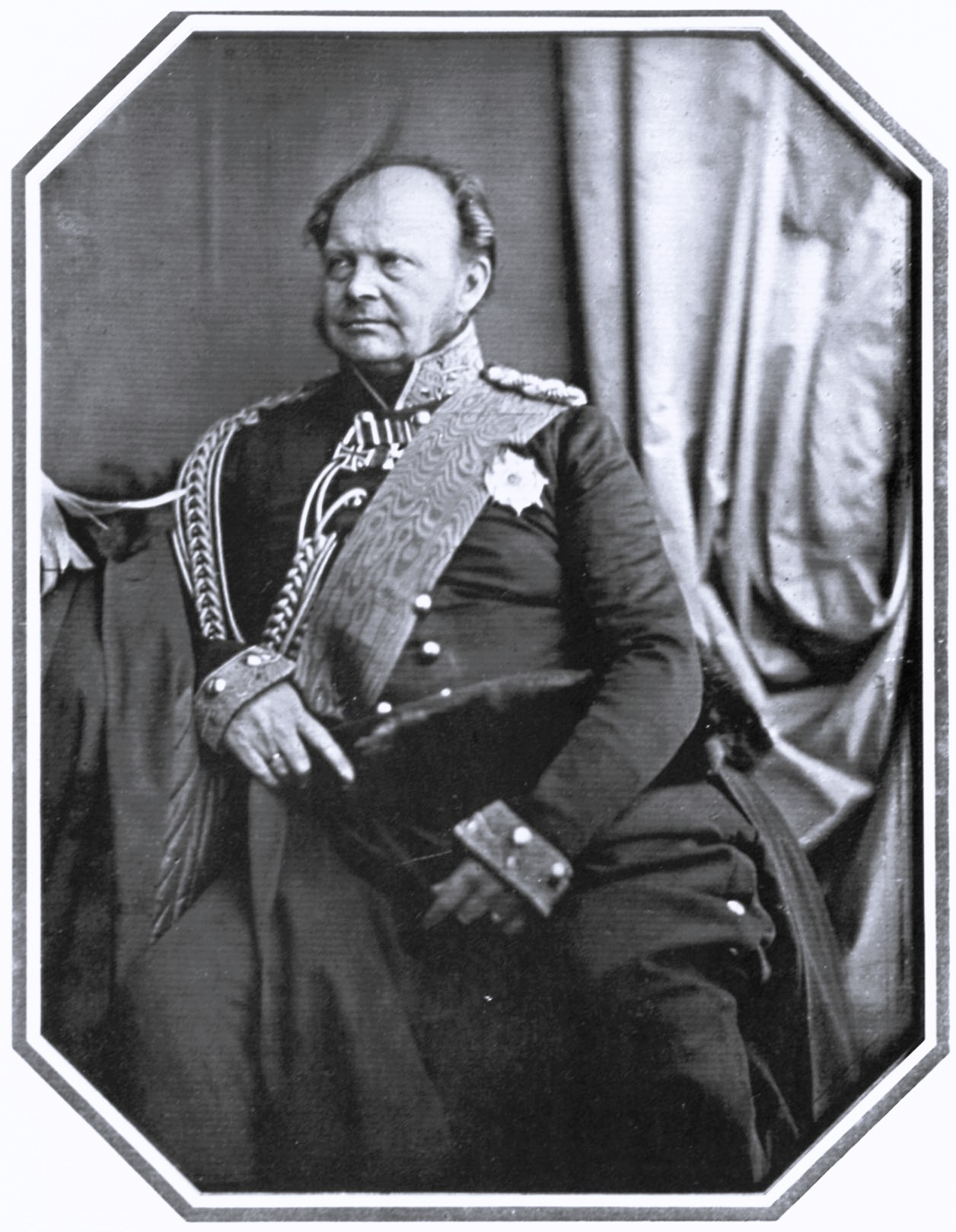
プロイセン王フリードリヒ・ヴィルヘルム4世

プロイセンは、他の多くの邦が同盟に加入していたこと、また、ゴータ会議において国民の支持があったことから、ついに、エアフルトに議会を開き、憲法制定に着手した。これを「エアフルト連合議会」と称する。
管理委員会は、1849年11月17日、国民院の選挙（施行日1850年1月31日）を施行することを宣言し、1849年5月26日に合意されていた国民院議員選挙法を同年11月26日に施行した。
エアフルト連合議会は、1850年3月20日に召集された。この議会は、自己の審議すべき憲法草案及び選挙法草案の規定に従い、その議会自身がすでに構成されているという点に特色があった。議員の半数は、プロイセンから選出され、他の半数は中小の邦から選出された。なお、議会の召集に先立ち、1850年2月27日に四王同盟を締結していたバイエルン、ザクセン、ハノーファー及びヴュルテンベルクは、選挙に参加しなかった。また、左翼はドイツ統一政策と三級選挙法に対する反対から選挙をボイコットしていたため、議会は、主として保守党及び自由党によって構成された。この議会を主宰したのは、プロイセンの代表者ラドヴィッツであった。
しかしながら、憲法草案が議会に提出されると、議会内の左翼、特に、ゴータ会議を主催した「ゴータ派」は、直ちに憲法を可決して一挙にドイツ統一の道を打開しようとしたのに対し、憲法草案の提出者であったプロイセンが、かえって無条件可決を欲しないようになってしまった。憲法草案の提出者が可決を欲せず、提出された議会が可決を欲するというのは、憲法制定史上、空前絶後の珍現象であった。しかしながら、これには2つの理由がある。
第一の理由は、プロイセン王フリードリヒ・ヴィルヘルム4世及びその宮廷側近者（カマリラ）のオーストリアに対する恐怖心であった。フリードリヒ・ヴィルヘルム4世は、すでに1848年以来の革命に対してはなはだ心身を労しており、これに加えて、強敵オーストリアを相手に起とうという勇気もなく、その側近者もまた、オーストリアの実力を買いかぶっていた。
第二の理由は、この連邦国建設に対し、バイエルンその他比較的大邦が参加せず、残るはただ小邦のみであったため、これらの小邦がプロイセンに対して有力な発言権を有することとなったことに加えて、これらの小邦を外敵から保護するためにプロイセンが極めて重い負担を有することとなったことである。
このようにして、提案者自身が気乗りしない状況においては、憲法制定の大事業はなし得ない。エアフルト連合議会は、若干の修正をした上で、憲法草案を可決し、1850年4月29日に閉会したが、同年5月9日から16日までベルリンで開かれたエアフルト連合諸邦の王侯会議は、直ちにエアフルト憲法の施行をすることなく、単に憲法の施行を準備することを議決するにとどまった。すなわち、王侯会議に参集した26邦のうち、12邦のみがエアフルト憲法の無条件承認の意思を示したにとどまったため、エアフルト連合を1850年7月15日までの仮のものとした上で、プロイセンを仮の首班としたが、連合政府が設置されることはなかった。
その結果、エアフルト憲法は、その制定議会を通過したにもかかわらず、施行されることなく消滅してしまった。一方、オーストリアは、これに対抗して、旧ドイツ同盟の復活を企てていたのであった。

### 四王同盟
オーストリアのプロイセンに対する圧迫が漸次加わると、先にプロイセンと三王同盟を締結していたザクセン及びハノーファーは、一転してバイエルン及びヴュルテンベルクと結び、四王同盟を締結した。
四王同盟は、1850年2月27日に成立し、極めて地方分権的な連邦国家を創設することを目的としていた。それゆえ、連邦自身の権限に属する連邦共同事項（gemeinsame Bundesangelegenheit）は極めて小さかった。連邦の機関は、連邦政府、連邦議会及び連邦裁判所である。
連邦政府（Bundesregierung）は、オーストリア、プロイセン、バイエルン、ザクセン、ハノーファー、ヴュルテンベルク及びヘッセンの七邦政府の代表者であって、その本国政府の訓令に拘束された全権委員をもって構成され、連邦共同事項を処理する（四王同盟規約3条）。
連邦議会（Nationalvertretung）は、300名をもって構成され、その選挙は各邦の議会において間接に行われる。それゆえ、ドイツ国民を直接代表する第一院は存在しない。連邦議会の権限は、連邦共同事項に関する法規、すなわち「連邦法律」（Bundesgesetz）の制定に参加するにとどまる（四王同盟規約8条ないし11条）。
連邦裁判所（Bundesgericht）は、連邦共同事項に対する裁判所である（四王同盟規約15条）。
四王同盟は、プロイセンの優越を排斥しつつ、オーストリアを盟主としてドイツ連邦国家を創設しようとするものであったため、三王同盟がプロイセン王に連邦首班の地位を世襲的に与えたのとは異なり、プロイセンは、ただ連邦政府に他の諸邦と同列に一票の表決権を有するにすぎなかった。しかも、連邦政府の議決は、原則として多数決であるため、プロイセンの地位は、はなはだ低下することとなった。この点に、四王同盟が反プロイセン同盟としての意義が存する。そして、四王同盟がオーストリアを加入させた以上、四王同盟の盟主という事実上の地位がオーストリアに与えられたのは当然のことであった。

### ヘッセン選帝侯国憲法争議

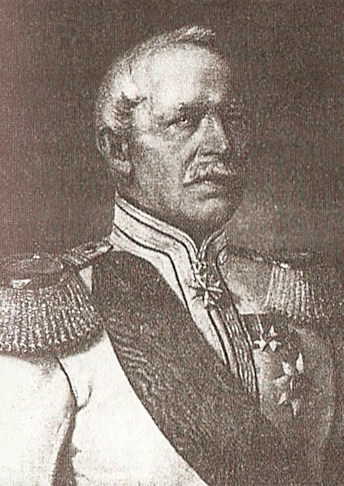
ヘッセン選帝侯フリードリヒ・ヴィルヘルム1世

当時、ヘッセン選帝侯国（Kurhessen）の君主であったフリードリヒ・ヴィルヘルム1世は、1850年の租税の徴収をめぐって臣民と衝突し、反乱が発生しようとしていた。そこで、フリードリヒ・ヴィルヘルムは、オーストリアを頼って、ドイツ同盟規約に基づく同盟執行という非常手段を用いてこれを鎮圧しようとした。オーストリアは、このことがついにドイツ同盟の復活となるべきことを喜び、直ちに、バイエルン及びヴュルテンベルクと結んで、その軍隊を11月1日にヘッセンの国境を越境させた。
この同盟執行によって最も苦痛を感じたのは、プロイセンであった。プロイセンは、三王同盟においてドイツ同盟規約の復活を承認したがために、オーストリアの動きに反対すべき表面上の理由をもたず、他方、ヘッセン選帝侯国は、三王同盟に基づくエアフルト連合の一員であって、プロイセンがこれを保護すべき義務があり、さらに、プロイセンは、ラインラントとの連絡を断絶される危険があった。すなわち、法律上は反対する理由がないにもかかわらず、政治上及び軍事上の理由からは大公的軍事行動を起こす必要が生じ、プロイセンもまた、ヘッセン選帝侯国に出兵せざるを得なくなった。
しかしながら、プロイセンは、なおオーストリアと決戦することを恐れるとともに、ロシア帝国が完全にオーストリアを支持することとなったのを知り、ついに、オーストリアに屈服することとなった。

### オルミュッツ協定

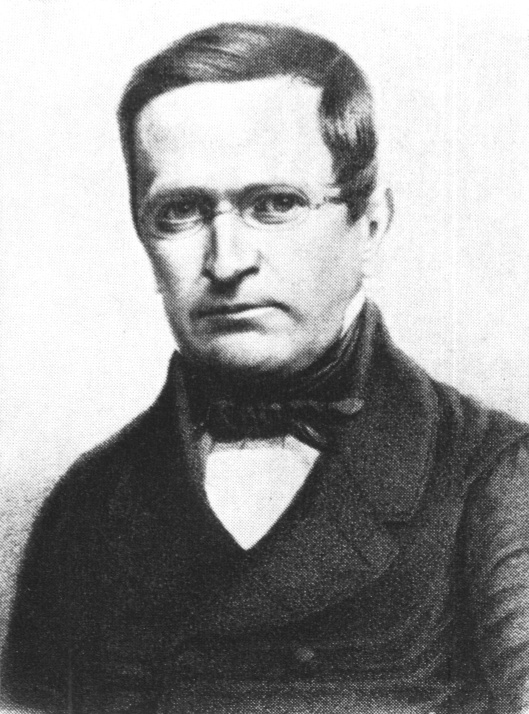
オットー・テオドール・フォン・マントイフェル（プロイセン）

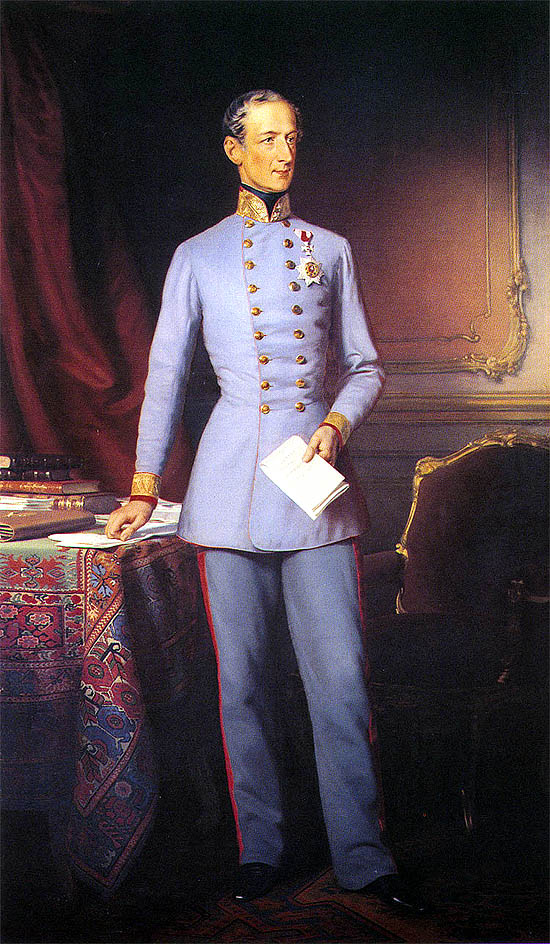
フェリックス・ツー・シュヴァルツェンベルク（オーストリア）

ここにおいて、オーストリアがプロイセンに対して内示した条件は、次のとおりであった。
1. プロイセンを盟主とする同盟の解散
2. 旧ドイツ同盟の復活承認
3. プロイセン軍隊のヘッセン選帝侯国からの即時撤退

これに対し、プロイセンは、同盟の解散には賛成したものの、次の対案を策定した。
1. 普墺両国の自由な協議（freie Konferenz）を開き、その協議の落着まで、旧ドイツ同盟議会（ドイツ語版）の活動を停止すること
2. ドイツ同盟の復活後においても、加盟邦が完全な同盟締結権を留保すること
3. ヘッセン選帝侯国は、普墺両国の共同占領とすること

プロイセンは、オットー・テオドール・フォン・マントイフェルを派遣して、オーストリアの全権委員フェリックス・ツー・シュヴァルツェンベルクと会見させたが、マントイフェルは、自国の訓令を無視して、オーストリアの要求を全て承認し、ただ、ドイツ同盟の制度改正のため、会議を開催することを留保したにすぎなかった。この協定は、1850年11月29日に成立し、「オルミュッツ協定」と称する。
このオルミュッツ協定をもって、プロイセンのドイツ連邦建設運動は、ひとまず一段落を告げた。これから1866年の普墺戦争に至るまでの間は、オーストリアが復活したドイツ同盟の盟主として支配した時代であった。オルミュッツ協定によってプロイセンが得たものは、ドイツ同盟の改正を将来に留保したことのみであった。すなわち、オルミュッツ協定4条は、「（ドイツ同盟改正のための）大臣会議は、遅滞なくドレスデンに開催されなければならない。その招待は、オーストリアとプロイセンとが共同して12月中頃に開催されるようになされなければならない。」と規定していた。この規定は、まさに溺れようとするプロイセンの前に差し出された一本の藁であって、プロイセンはこれを捕らえて更生の道を開かなければならなかった。

### ドレスデン会議
オルミュッツ協定においてオーストリアに完全に圧服されたプロイセンが唯一の発言権を留保したドイツ同盟の改正のための会議は、1850年12月23日から1851年5月12日までドレスデンにおいて開催された。これを「ドレスデン会議」と称する。会議に参集したドイツ各邦の代表委員は、5つの委員会に分かれ、ドイツ同盟組織の改正を委員会ごとに部門を分けて草案を作成した。プロイセンは、マントイフェルをその代表委員としていたため、各委員会は、いずれもオーストリアの支配するところとなり、すでに失われたプロイセンの優越は、ついに回復することができなかった。
ドレスデン会議におけるドイツ憲法上の根本問題は、オーストリアが従来その一部のみをドイツ同盟に加入させていたのに対し、積極的にオーストリアの全部を同盟に加入させようとしたことであった。オーストリアは、国外にあってドイツを操縦する余地を存置できる従来の政策を捨てて、積極的にドイツ同盟の一員としてこれを支配しようとするに至った。そのため、ドイツ同盟を変化させて中央集権的色彩を強くし、国際法上の同盟ではなく国法上の連邦国とするとともに、従来の同盟議会の委員会（engerer Rat）を変じて強力な執行委員会（Vollzugsbehörde）として、執行委員会においては9票の表決数中オーストリア、プロイセン、バイエルン、ザクセン、ハノーファー及びヴュルテンベルクが各自1票を有し、その他の諸邦は3組に分かれて各組1票ずつの表決権を有することとした。すなわち、プロイセンは、全くその優越を失い、バイエルンその他の王国の列位に落とされたこととなった。
しかしながら、ドレスデン会議は自由な討議であってそれ自身に決定権を有しないとして、バーデン、メクレンブルク＝シュヴェリーン及びザクセン＝ヴァイマル＝アイゼナハ大公国の諸邦がプロイセンよりも勇敢に各々独自の理由によって反対したため、直ちに成案を実施することなく解散するに至った。